# Новая мечеть (Стамбул)
Но́вая Мече́ть (Йени́-Джами́; тур. Yeni Cami), также известная как Мече́ть Валиде́ Султа́н (тур. Valide Sultan Camii) или Но́вая Мече́ть Валиде́ Султа́н (тур. Yeni Valide Sultan Camii — официальное название) — одна из больших мечетей Стамбула. Расположена в старой части города на одноименной площади в районе Эминёню и Галатского моста.

## История строительства
Архитектором был выбран ученик великого Синана Давуд-ага. Когда два года спустя умер Давуд-ага, его заменил Далгич Ахмед-ага.
Сафие-султан, мать султана Мехмеда III выделила часть своего состояния на постройку «мечети, хана и кухни для бедных» и выбрала для этого еврейский квартал в районе пристани Эминёню. Был подготовлен проект благотворительного здания, которое будет возведено на пристани Эмин, а для закладывания первого камня было определено «удачное время». Местные каменные дома в необходимом количестве были снесены, началась подготовка к строительству комплекса. Кара Мехмед, кетхюда главы чёрных евнухов Османа-аги, был назначен руководителем проекта, а великий визирь Хасан-паша — ответственным за снос и национализацию домов. Церемония закладывания первого камня произошла 7-го, по другим данным, 9 апреля 1598 года. В тот день из Топхане и с кораблей прогремели торжественные залпы, а у Хадым Хасана-паши, который был против присутствия валиде-султан на церемонии, бостанджибаши забрал печать великого визиря. «Предводитель умелой армии инженеров архитектор Давуд-ага», проявив все свои таланты в борьбе с водой, заполнявшей котлованы так, что можно было вращать мельницы, смог действительно начать закладывать фундамент 20 июля 1598 года.
Несмотря на то, что мечеть была заложена ещё в 1598 году, после смерти Мехмеда III и ссылки Сафие-султан в Старый дворец, строительство прекратилось на уровне окон, здание осталось недостроенным и непригодным для использования. Во время строительства комплекса коррупция достигла таких масштабов, что её невозможно было скрыть. Даже через два года после закладывания фундамента процесс национализации не был завершён, сотни домов и лавок были снесены без совершения надлежащих выплат, также были снесены церковь и синагога. Приходы не смогли ничего добиться своими обращениями в диван, поэтому заплатили валиде взятку и получили бумагу, разрешающую снова отстроить свои «храмы, стоящие в руинах». Эта ситуация внесла раздор между богословами, и заново выстроенная церковь снова была разрушена. Некоторые богословы написали Сафие-султан письмо, в котором говорили, что нельзя заслужить покой в мире ином, попирая права народа в этом, и предупредили, что «ваша благотворительность попирает права рабов ваших». В итоге виновным был признан руководитель проекта, его сменили, а валиде-султан на бумаге была оправдана.
Часть недостроенной мечети была разрушена во время пожара. Пьетро Фоскарини, венецианский посол, сообщал, что в 1637 году султан Мурад IV планировал достроить мечеть, чтобы увековечить своё имя, однако был вынужден отказаться из-за большой стоимости проекта. В конечном итоге в 1660 году проект восстановления и завершения мечети был разработан и выполнен по приказу и на средства валиде Турхан-султан, действовавшей при посредничестве великого визиря Кёпрюлю Мехмеда-паши, руководил проектом главный архитектор Мустафа-ага. Строительство было завершено в 1665 году, церемония открытия состоялась в пятницу 20 раби-ус-сани 1076 года по хиджре (30 октября 1665 года). Всего на строительство было потрачено 3080 кошельков акче. При мечети, ставшей известной как Новая мечеть, мечеть Валиде-султан или мечеть Новой валиде, были построены и действовали султанский павильон, дарулкурры (отделение чтецов Корана), начальная школа, фонтана-себиль, фонтан-чешме, тюрбе и рынок специй.

## Архитектура

### Внешний вид
Мечеть венчают 66 куполов, расположенных пирамидально, и два минарета с тремя шерефе на каждом. Высота главного купола равняется 36 метрам, он поддерживается четырьмя полукуполами, потолок прикрыт множеством куполов различных размеров. Такое расположение куполов было ранее использовано при строительстве мечети Шехзаде Синана и Голубой мечети Седевкара Мехмеда Аги. Фасад мечети украшен изникскими изразцами.

### Внутренний вид
Внутри мечеть хорошо освещена, пол выложен коврами.
Окна украшены цветными витражами. На всех окнах имеются аяты и суры из Корана. Мечеть отделана фаянсом и имеет пять ворот, одни из которых выходят на передний двор мечети.

### Комплекс
Как и другие имперские мечети в Стамбуле, Йени Джами была задумана как комплекс зданий, необходимых для удовлетворения религиозных и культурных потребностей. Оригинальный комплекс состоял из самой мечети, больницы, мектеба, хамама, тюрбе (в котором кроме самой Турхан и её сына Мехмеда IV похоронено ещё пять султанов (Мустафа II, Ахмед III, Махмуд I, Осман III и Мурад V), а также множество членов их семей), двух фонтанов, рынка (который выполнял функцию финансового обеспечения строительства мечети) и Хюнкар Касры (покои Султана), построенного специально для Турхан и состоящего из двух больших комнат, террасы и уборной.
Мечеть имеет монументальный внутренний двор (авлу). В центре двора находится элегантный фонтан для религиозных омовений (фактически ритуал омовения проводится из водопроводных кранов около южной стены мечети). Вокруг двора построена галерея с портиком, перекрытая 24 куполами. Во время правления Ахмеда III была добавлена библиотека. В XIX веке была снесена стена наружного двора. Позже были снесены дарулкурра (помещение для чтения Корана) и мектеб.

## Галерея

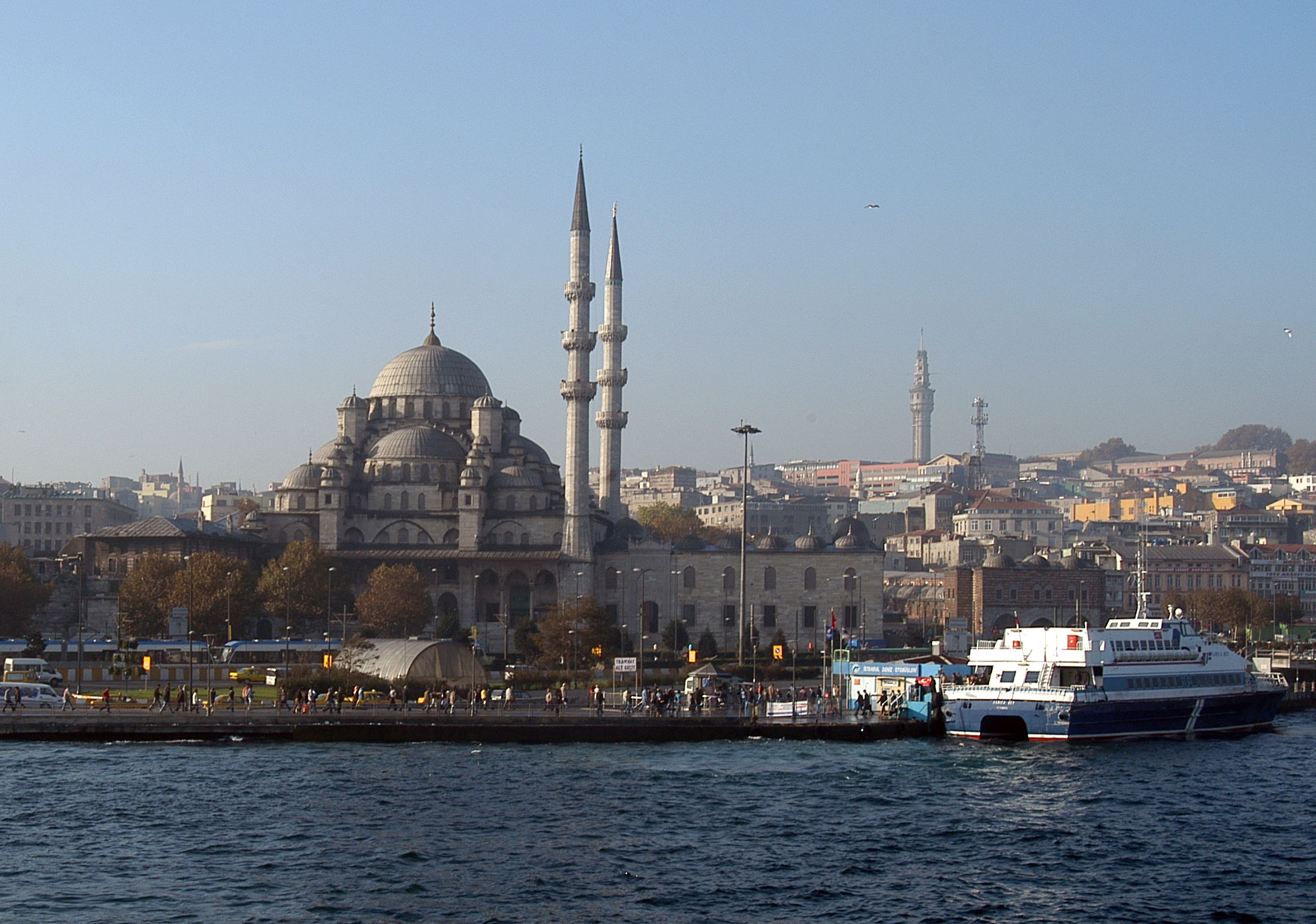
Вид на Йени Джами с Золотого Рога
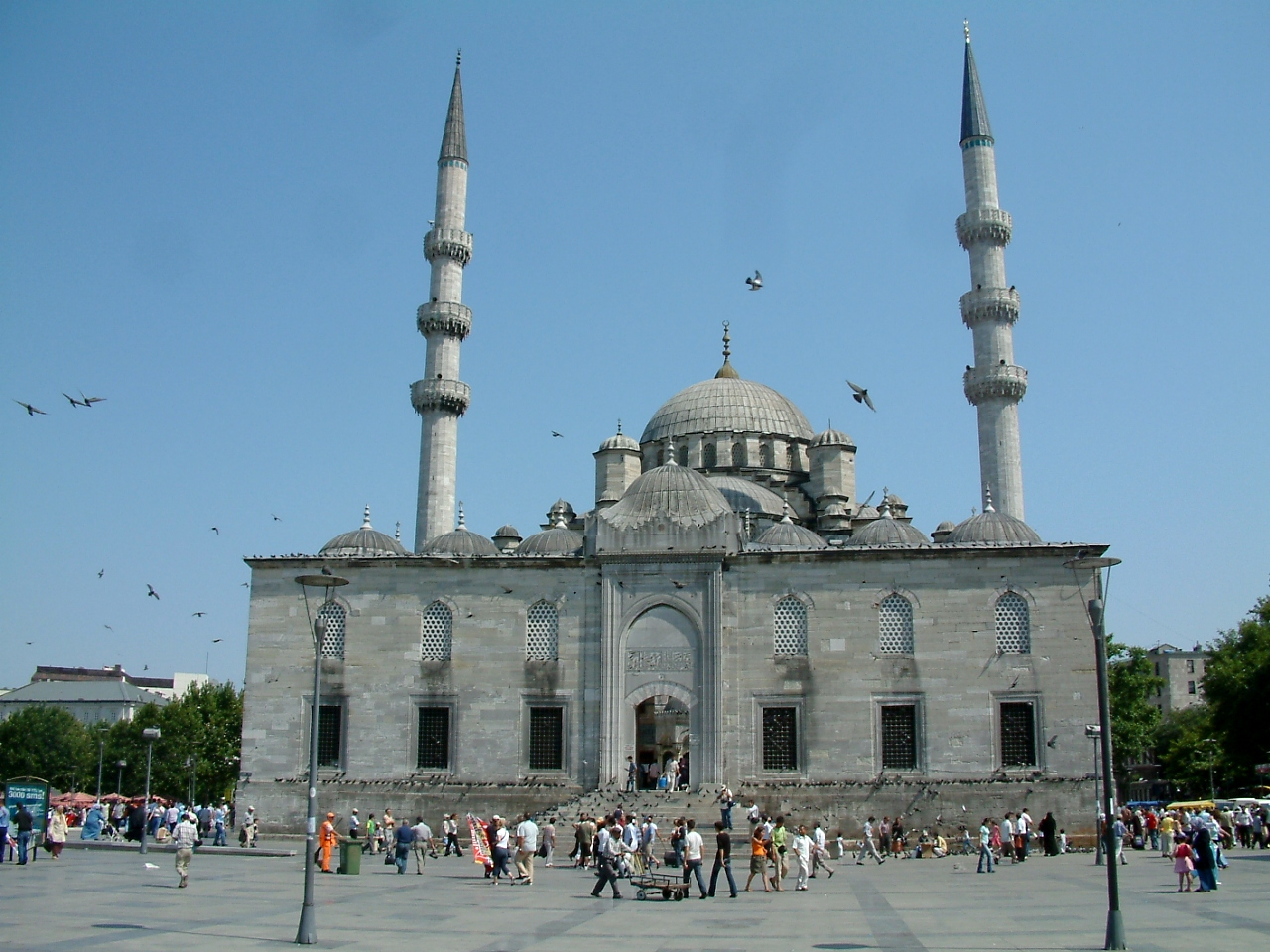
Главный вход
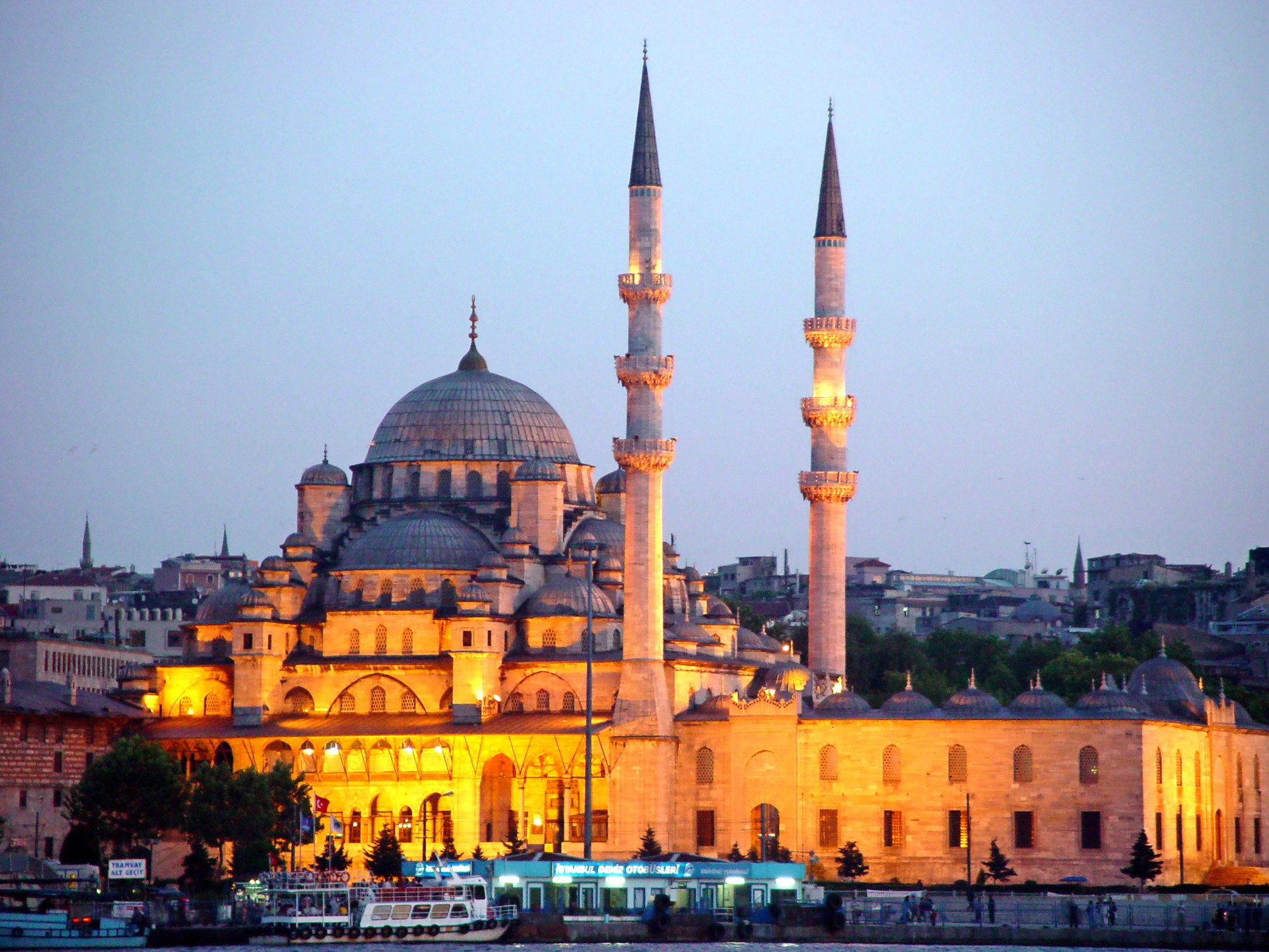
Йени Джами ночью
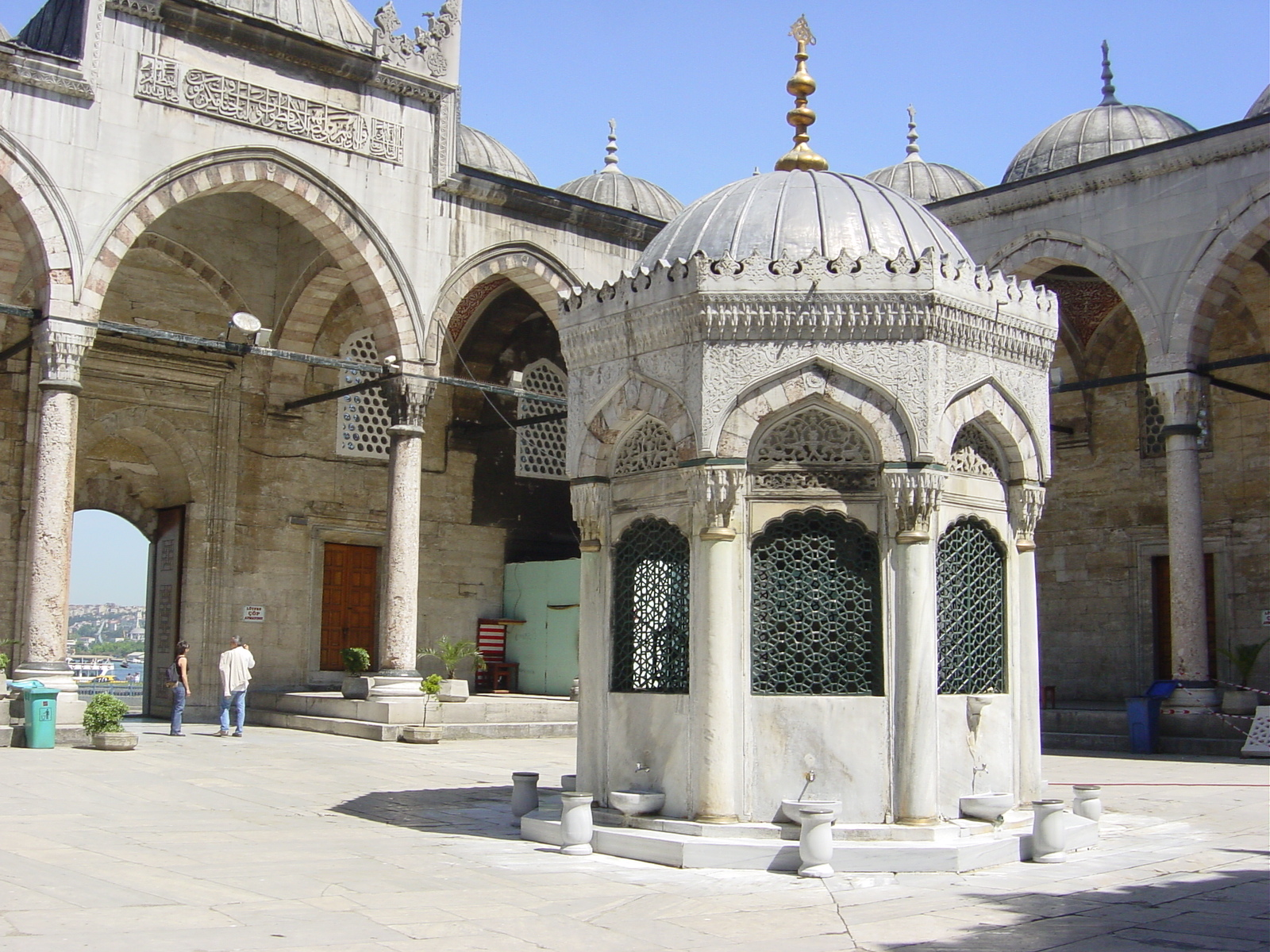
Внутренний двор
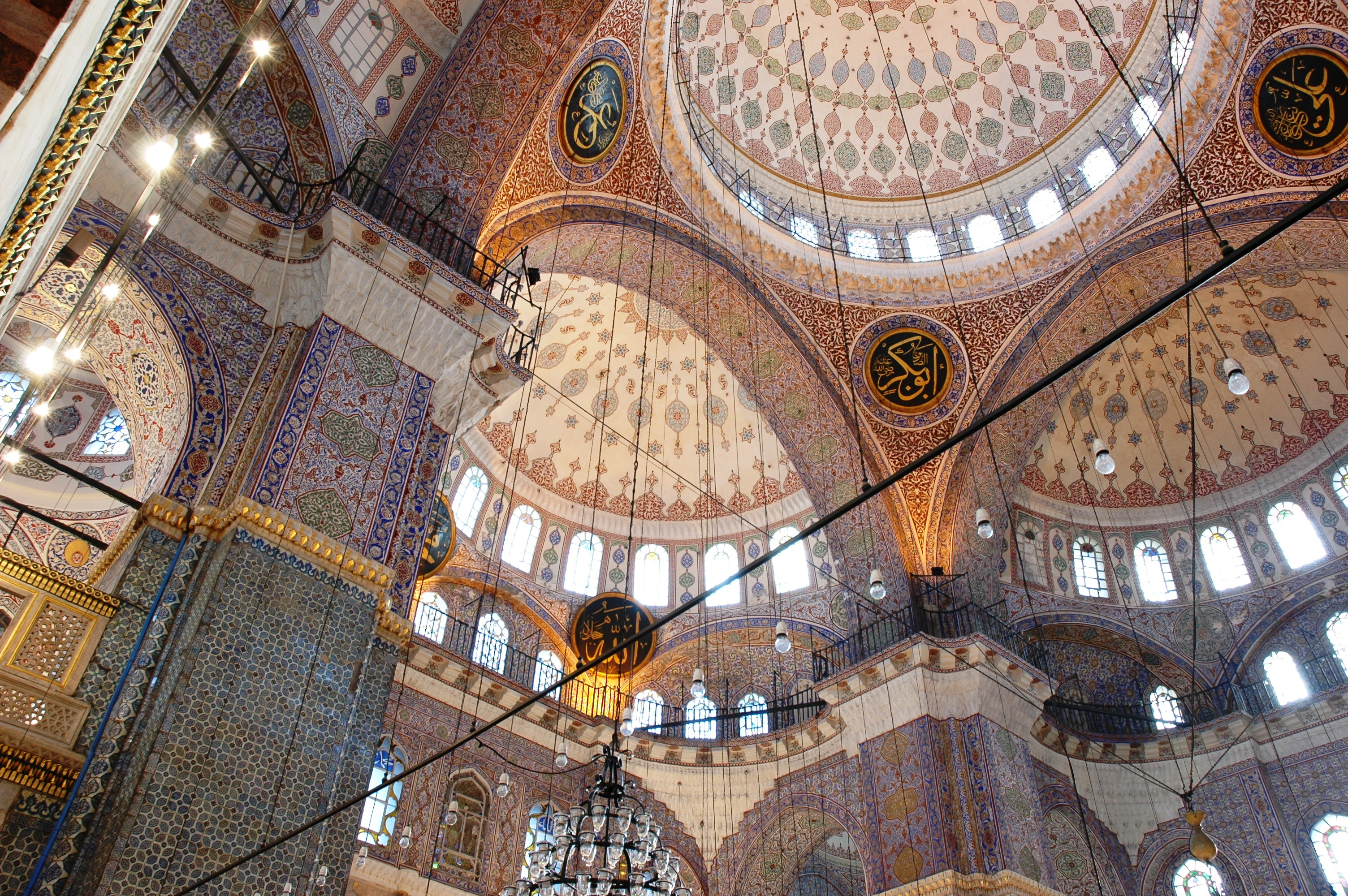
Купола
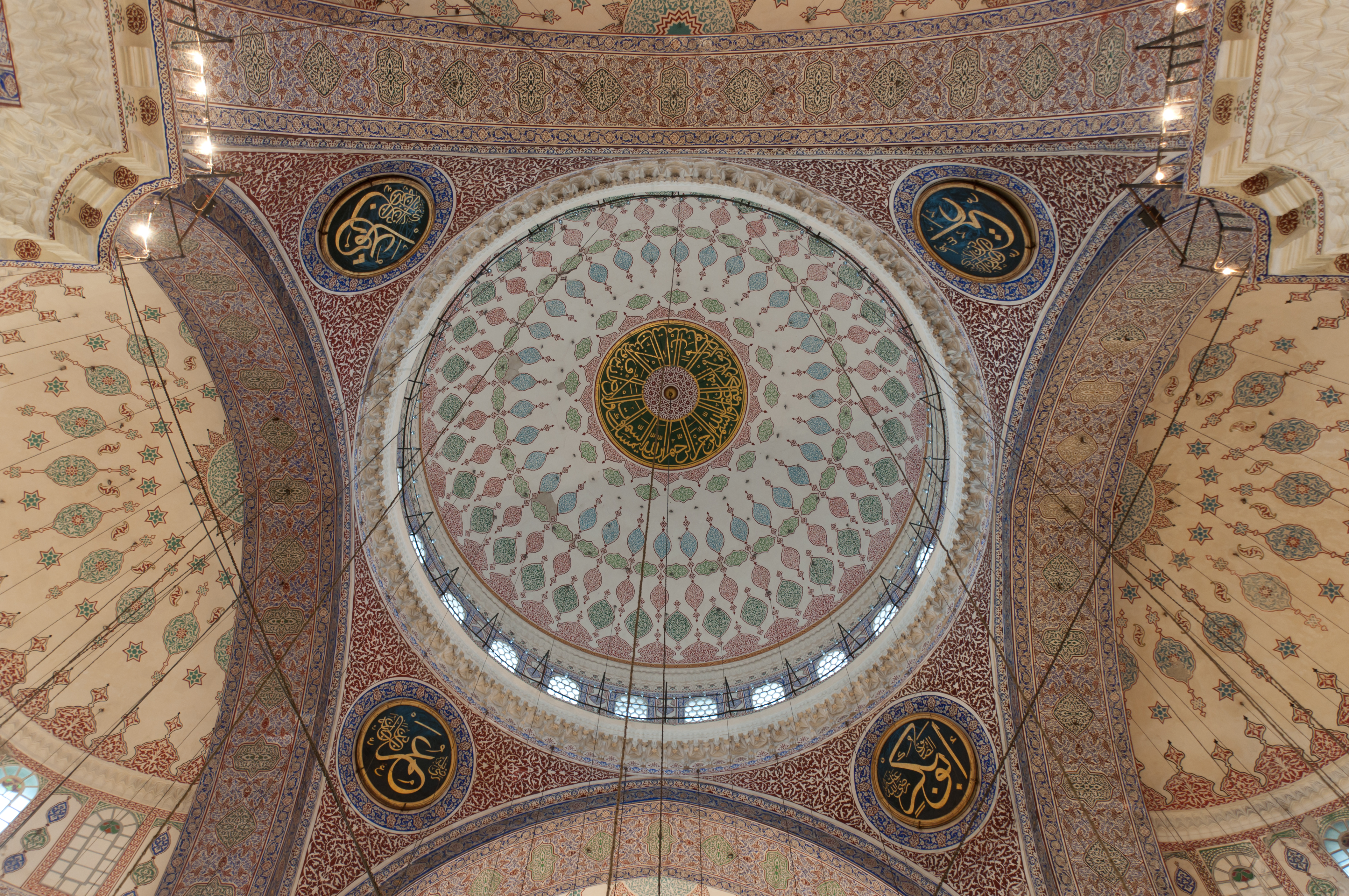
Главный купол
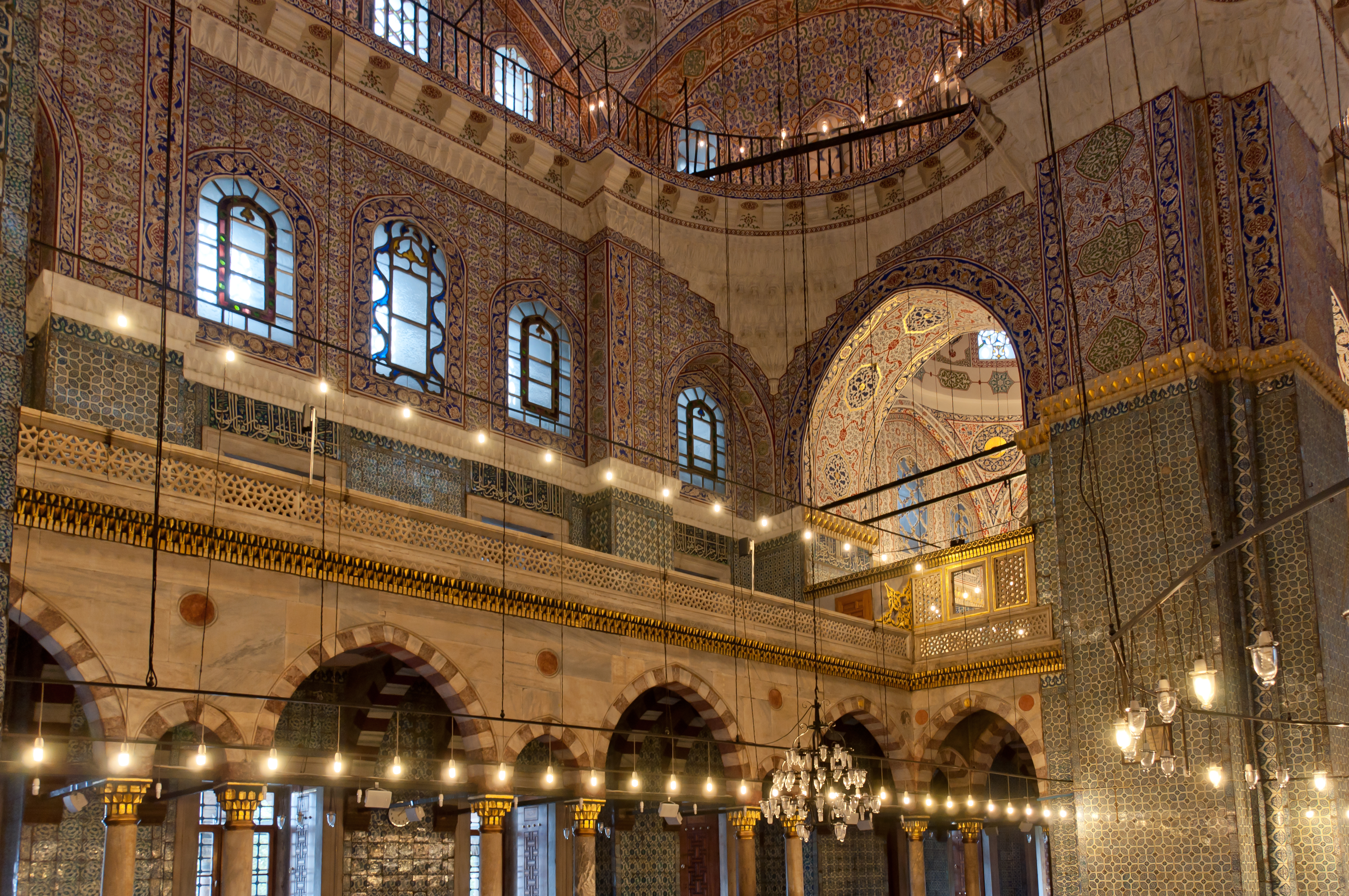
Интерьер
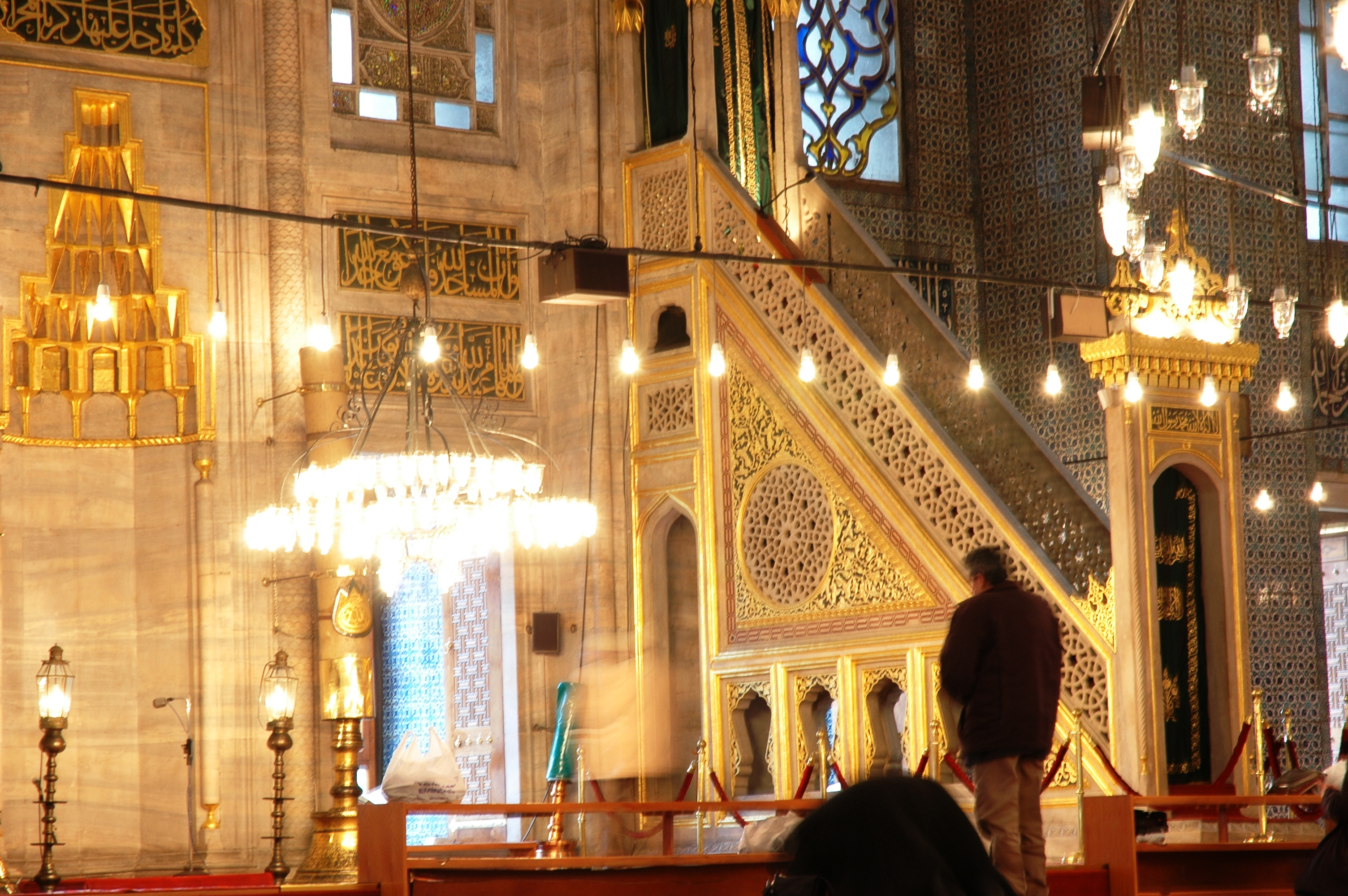
Минбар

## Комментарии
1. ↑  Пирс писала о начале строительства в 1597 году[6].